# Приишимское (Карагандинская область)
Прииши́мское (каз. Приишимское) — село в Осакаровском районе Карагандинской области Казахстана. Входит в состав Пионерского сельского округа. Находится примерно в 32 км к востоку от районного центра, посёлка Осакаровка. Код КАТО — 355669200.

## География
Приишимское расположено на левом берегу реки Ишим, которая берёт начало восточнее села в горах Нияз. В 24 километрах южнее находится железнодорожная станция Шокай, в 38 километрах восточнее находится посёлок Молодёжный. Через село проходит автомобильная дорога P-197 (Молодёжный — Осакаровка — Киевка).

## История
Освоение ресурсов Центрального Казахстана в 1930 годы требовало рабочих рук. Организованное в 1931 году в Акмолинске управление по спецпереселению при ОГПУ занялось расселением депортированных крестьян в спецпоселения, которые получали свои номера. К примеру, «Спецпереселенческий посёлок № 1» (ныне Осакаровка). На базе спецпереселенческого посёлка № 11 была образована Ударная МТС (или МТС «Ударная»). С 1932 по 1948 годы в тракторной бригаде МТС работал Егор Герасимов, Герой Социалистического Труда (1946). В 1940 году был организован Осакаровский район, в числе вошедших в состав которого оказалась и МТС «Ударная».
Указом Президиума Верховного Совета Казахской ССР от 17 июня 1946 года был образован Ударный сельсовет с центром в посёлке № 11 в составе посёлков № 11 и Шокай. Решением Карагандинского городского исполкома от 14 февраля 1952 года в связи со снятием спецпоселенцев со спецучета в органах НКВД номерному спецпоселку № 11 было присвоено наименование — село Приишимское. На базе села был образован колхоз «Красноармейский».

## Население
В 1999 году население села составляло 702 человека (330 мужчин и 372 женщины). По данным переписи 2009 года, в селе проживало 536 человек (262 мужчины и 274 женщины).
В селе родился депутат ІІІ и IV созывов мажилиса парламента Республики Казахстан Владимир Нехорошев.

## Социальная инфраструктура
- КГУ «Средняя школа № 7 села Приишимское»
  - Дошкольный мини-центр при школе